# Pszonak pieniński

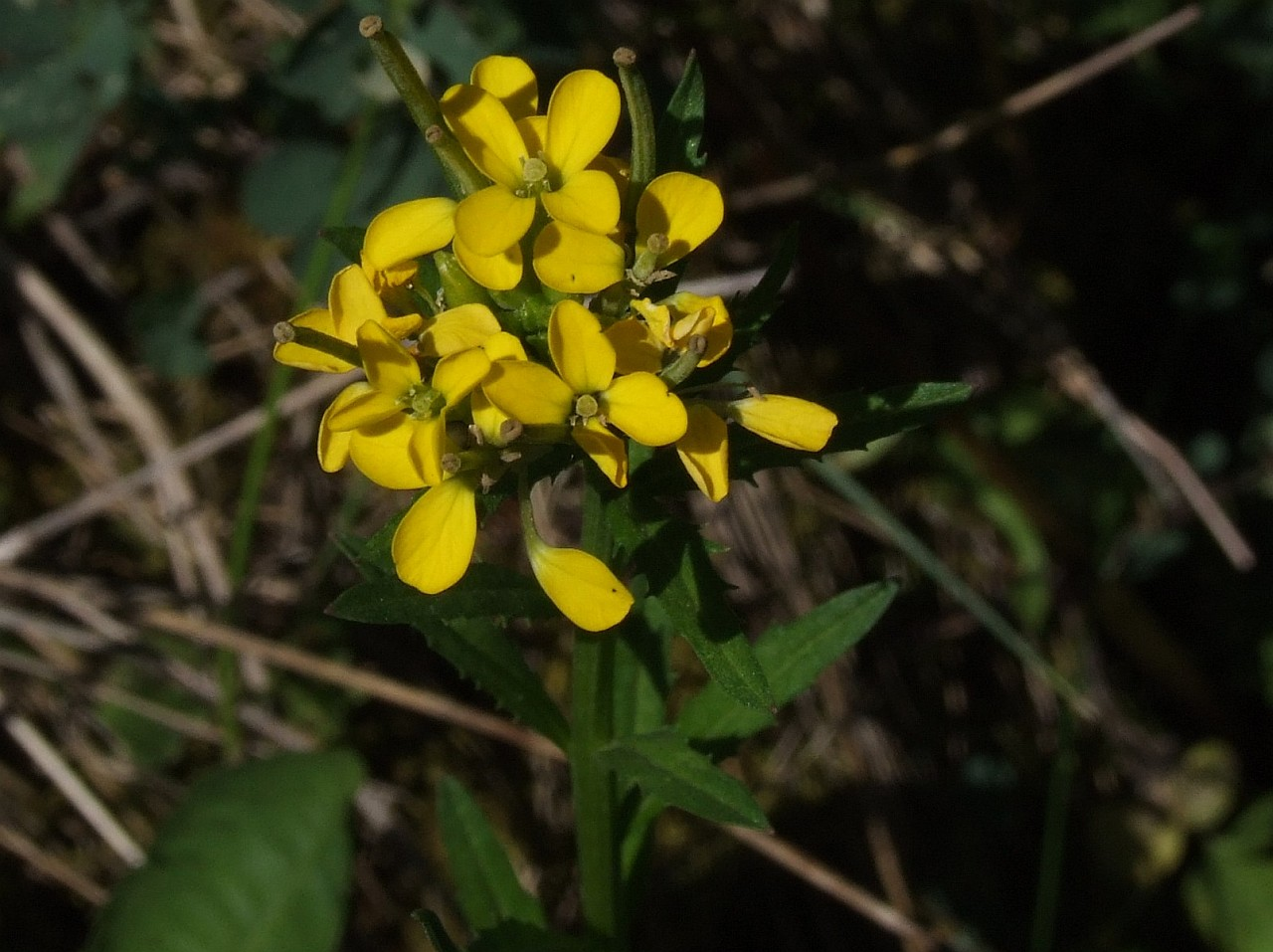
Pszonak pieniński

Pszonak pieniński (Erysimum hungaricum Zapał.) – gatunek rośliny należący do rodziny kapustowatych.

## Systematyka i nazewnictwo
We florze Polski pszonak pieniński Erysimum pieninicum (Zapał. Pawł.), pszonak Wahlenberga Erysimum wahlenbergii (Asch. & Engl.) Borbás i pszonak węgierski Erysimum hungaricum Zapał opisywane są jako odrębne gatunki. W The Plant List pszonak pieniński i pszonak Wahlenberga uznane są natomiast za synonimy pszonaka węgierskiego Erysimum hungaricum.
Synonimy według The Plant List:
- Erysimum pannonicum subsp. wahlenbergii (Asch. & Engl.) Simonk.
- Erysimum pieninicum (Zapał.) Pawł.
- Erysimum strictum var. wahlenbergii Asch. & Engl.
- Erysimum wahlenbergii (Asch. & Engl.) Borbás
- Erysimum wahlenbergii Simonk.
- Erysimum wahlenbergii var. pieninicum Zapal.

## Rozmieszczenie geograficzne
W Polsce występuje wyłącznie w Pieninach. W 2006 r. znany był z 4 tylko stanowisk; trzy z nich znajdowały się w Pieninach Właściwych (Flaki, Upszar i zamek w Czorsztynie), jedno w Małych Pieninach (wylot wąwozu Homole). W Pieninach Właściwych największa jest populacja na zamku w Czorsztynie (ok. 1000 pędów), liczna jest również na Flakach. Populacja w Małych Pieninach liczy kilkadziesiąt osobników.

## Morfologia
PokrójRoślina o wysokości 30–120 cm z pojedynczą łodygą i różyczką liści odziomkowych. Cała jest szarozielona, przylegająco owłosiona krótkimi, gwiazdkowatymi włoskami o 3-4 ramionach.
ŁodygaPojedyncza, lub co najwyżej tylko w górnej części słabo rozgałęziona. Jest gęsto ulistniona.
LiścieUlistnienie skrętoległe. Liście lancetowate o długości 4–8 razy większej od szerokości, całobrzegie lub mające po 5-8 ząbków z każdej strony, górne są bardzo ostre. Okryte są obustronniedrobnymi, przeważnie 3-dzielnymi włoskami.
KwiatyPromieniste, żółte, zebrane na szczycie łodygi w gęste grona. Szypułki kwiatowe o długości kielicha lub krótsze. Działki kielicha o długości 6,5–9 mm, błoniaste z wybrzuszeniem.
OwocProsto wzniesione, równowąskie łuszczyny o długości 4,5–6 cm zakończone dzióbkiem. Zawierają po kilkanaście do kilkudziesięciu nasion.

## Biologia i ekologia
Przeważnie jest rośliną dwuletnią, rzadziej byliną. Hemikryptofit. W pierwszym roku wytwarza tylko zimującą różyczkę liściową, w drugim roku kwitnącą łodygę. Po przekwitnieniu przeważnie ginie. Kwitnie od czerwca do lipca, jest owadopylny. Rozmnaża się wyłącznie przez nasiona, mają one dużą siłę kiełkowania (do 90%), zdolność wykiełkowania zachowują przez kilka lat. Występuje na naskalnych murawach, wyłącznie na podłożu wapiennym. Rośnie również na murach (np. na zamku w Czorsztynie). Jest heksaploidem, liczba chromosomów 2n=48.

## Zagrożenia i ochrona
Gatunek objęty w Polsce ścisłą ochroną gatunkową, chroniony jest też Konwencją Berneńską.
Kategorie zagrożenia gatunku:
- Kategoria zagrożenia w Polsce według Czerwonej listy roślin i grzybów Polski (2006)[10]: R (rzadki); 2016: EN (zagrożony)[11].

- Kategoria zagrożenia w Polsce według Polskiej czerwonej księgi roślin (2001): VU (vulnerable, narażony); 2014: EN (zagrożony)[12].

Zagrożeniem dla gatunku jest zarastanie jego siedlisk. W populacji pszonaka na wzgórzu czorsztyńskim stwierdzono ponadto porażenie grzybem Erysiphe cruciferatum. Większość jego stanowisk znajduje się w Pienińskim Parku Narodowym. Liczna populacja na Flakach znajduje się poza jurysdykcją tego parku, jednakże ze względu na charakter siedliska (bardzo stromy i nasłoneczniony południowy stok) ma szansę przetrwać. Jest także uprawiany w ogródkach przy Pawilonach Pienińskiego Parku Narodowego i w wielu krajowych ogrodach botanicznych.